# Îles Vierges des États-Unis aux Jeux olympiques d'été de 2024
Les îles Vierges des États-Unis participent aux Jeux olympiques de 2024 à Paris. Il s'agit de leur 14e participation à des Jeux olympiques d'été.
L'escrimeur Kruz Schembri et la nageuse Natalia Kuipers (en) sont nommés porte-drapeaux de la délégation composée de 5 athlètes.

## Nombre d’athlètes qualifiés par sport
Voici la liste des qualifiés et sélectionnés des îles Vierges des États-Unis par sport (remplaçants compris) :
| Sport       | Hommes | Femmes | Total |
| ----------- | ------ | ------ | ----- |
| Athlétisme  | 1      | 0      | 1     |
| Escrime     | 1      | 0      | 1     |
| Natation    | 1      | 1      | 2     |
| Tir à l'arc | 1      | 0      | 1     |
| Total       | 4      | 1      | 5     |

## Bilan général
| Sport       | Médaille d'or, Jeux olympiques | Médaille d'argent, Jeux olympiques | Médaille de bronze, Jeux olympiques | Total | Rang pays |
| ----------- | ------------------------------ | ---------------------------------- | ----------------------------------- | ----- | --------- |
| Athlétisme  |                                |                                    |                                     |       |           |
| Escrime     |                                |                                    |                                     |       |           |
| Natation    |                                |                                    |                                     |       |           |
| Tir à l'arc |                                |                                    |                                     |       |           |
| Total       | 0                              | 0                                  | 0                                   |       |           |

| Jour       | Médaille d'or, Jeux olympiques | Médaille d'argent, Jeux olympiques | Médaille de bronze, Jeux olympiques | Total |
| ---------- | ------------------------------ | ---------------------------------- | ----------------------------------- | ----- |
| 26 juillet |                                |                                    |                                     |       |
| 27 juillet |                                |                                    |                                     |       |
| 28 juillet |                                |                                    |                                     |       |
| 29 juillet |                                |                                    |                                     |       |
| 30 juillet |                                |                                    |                                     |       |
| 31 juillet |                                |                                    |                                     |       |
| 1er août   |                                |                                    |                                     |       |
| 2 août     |                                |                                    |                                     |       |
| 3 août     |                                |                                    |                                     |       |
| 4 août     |                                |                                    |                                     |       |
| 5 août     |                                |                                    |                                     |       |
| 6 août     |                                |                                    |                                     |       |
| 7 août     |                                |                                    |                                     |       |
| 8 août     |                                |                                    |                                     |       |
| 9 août     |                                |                                    |                                     |       |
| 10 août    |                                |                                    |                                     |       |
| 11 août    |                                |                                    |                                     |       |
| Total      | 0                              | 0                                  | 0                                   |       |

| Sexe   | Médaille d'or, Jeux olympiques | Médaille d'argent, Jeux olympiques | Médaille de bronze, Jeux olympiques | Total |
| ------ | ------------------------------ | ---------------------------------- | ----------------------------------- | ----- |
| Hommes |                                |                                    |                                     |       |
| Femmes |                                |                                    |                                     |       |
| Mixte  |                                |                                    |                                     |       |
| Total  | 0                              | 0                                  | 0                                   |       |

## Médaillés
| Sport | Discipline | Athlète(s) | Performance | Date |
| ----- | ---------- | ---------- | ----------- | ---- |
|       |            |            |             |      |

| Sport | Discipline | Athlète(s) | Performance | Date |
| ----- | ---------- | ---------- | ----------- | ---- |
|       |            |            |             |      |

| Sport | Discipline | Athlète(s) | Performance | Date |
| ----- | ---------- | ---------- | ----------- | ---- |
|       |            |            |             |      |

## Résultats

### Athlétisme
| Athlètes            | Épreuve           | Premier tour (ou tour préliminaire) | Premier tour (ou tour préliminaire) | Repêchage (ou premier tour) | Repêchage (ou premier tour) | Demi-finales | Demi-finales | Finale | Finale |
| Athlètes            | Épreuve           | Temps                               | Rang                                | Temps                       | Rang                        | Temps        | Rang         | Temps  | Rang   |
| ------------------- | ----------------- | ----------------------------------- | ----------------------------------- | --------------------------- | --------------------------- | ------------ | ------------ | ------ | ------ |
| Eduardo Garcia (en) | Marathon masculin | Non disputé                         | Non disputé                         | Non disputé                 | Non disputé                 | Non disputé  | Non disputé  | DNF    | -      |

### Escrime
| Athlète       | Compétition        | 1/32 de finale       | Seizièmes de finale | Huitièmes de finale | Quarts de finale | Demi-finales / Classement | Finale / Classement | Rang |
| Athlète       | Compétition        | Adversaire Score     | Adversaire Score    | Adversaire Score    | Adversaire Score | Adversaire Score          | Adversaire Score    | Rang |
| ------------- | ------------------ | -------------------- | ------------------- | ------------------- | ---------------- | ------------------------- | ------------------- | ---- |
| Kruz Schembri | Fleuret individuel | Broszus Défaite 8-15 | Éliminé             | Éliminé             | Éliminé          | Éliminé                   | Éliminé             | 35e  |

### Natation
| Athlète            | Épreuve   | Séries  | Séries | Demi-finales | Demi-finales | Finale       | Finale       |
| Athlète            | Épreuve   | Temps   | Rang   | Temps        | Rang         | Temps        | Rang         |
| ------------------ | --------- | ------- | ------ | ------------ | ------------ | ------------ | ------------ |
| Maximillian Wilson | 100 m dos | 54 s 49 | 27e    | Non qualifié | Non qualifié | Non qualifié | Non qualifié |

| Athlète              | Épreuve          | Séries      | Séries      | Demi-finales  | Demi-finales | Finale        | Finale        |
| Athlète              | Épreuve          | Temps       | Rang        | Temps         | Rang         | Temps         | Rang          |
| -------------------- | ---------------- | ----------- | ----------- | ------------- | ------------ | ------------- | ------------- |
| Natalia Kuipers (en) | 400 m nage libre | Non disputé | Non disputé | 4 min 33 s 46 | 20e          | Non qualifiée | Non qualifiée |

### Tir à l'arc
| Athlète               | Compétition | Tour préliminaire | Tour préliminaire | 1/32e de finale            | 1/16e de finale  | 1/8e de finale   | Quart de finale  | Demi-finale      | Finale / MB      | Rang |
| Athlète               | Compétition | Score             | Rang              | Adversaire Score           | Adversaire Score | Adversaire Score | Adversaire Score | Adversaire Score | Adversaire Score | Rang |
| --------------------- | ----------- | ----------------- | ----------------- | -------------------------- | ---------------- | ---------------- | ---------------- | ---------------- | ---------------- | ---- |
| Nicholas D'Amour (en) | Hommes      | 673               | 16e               | Fumiya Saito Défaite (4-6) | Éliminé          | Éliminé          | Éliminé          | Éliminé          | Éliminé          | =33e |